# Stacey Roca
Stacey Roca est une actrice britannique née le 12 septembre 1978 à Southport. Elle est principalement connue pour avoir incarné Rachel dans la deuxième saison de la série The Office et Nancy Tench dans la série de Netflix Mindhunter.

## Biographie
Née à Southport, Roca a grandi à Johannesbourg, en Afrique du Sud, puis est retournée en Angleterre. Elle a fréquenté le Formby High School et le King George V College de Southport, après quoi elle a déménagé à Londres.
Roca s'est formée à la Webber Douglas Academy of Dramatic Art  et a étudié la technique de Meisner avec Bill Esper au Esper Studio à New York.